# Louise Dresser
Louise Josephine Kerlin (ur. 5 października 1878 w Evansville, zm. 24 kwietnia 1965 w Los Angeles) − amerykańska aktorka, nominowana do pierwszych Oscarów 1928 za rolę w filmie A Ship Comes In.

## Filmografia
- 1928: A Ship Comes In
- 1933: Jarmark miłości
- 1934: Imperatorowa